# Argaki tou Asprokremmou
Argaki tou Asprokremmou är ett periodiskt vattendrag i Cypern.   Det ligger i distriktet Eparchía Páfou, i den västra delen av landet, 70 km väster om huvudstaden Nicosia. Argaki tou Asprokremmou ligger på ön Cypern.